# Дубровский, Борис Яковлевич
Бори́с Я́ковлевич Дубро́вский (8 октября 1939, Москва — 14 августа 2023) — советский гребец, олимпийский чемпион (1964) в двойке парной (с Олегом Тюриным). Заслуженный мастер спорта СССР (1964).

## Биография
Окончил физико-математический факультет Московского заочного педагогического института (1966, ныне — Московский государственный гуманитарный университет имени М. А. Шолохова), преподаватель. Выступал за ЦСК ВМФ (Москва).
Воспитанник заслуженного тренера СССР Георгия Лосавио.
Чемпион Европы 1964. Серебряный призёр чемпионата мира 1962, чемпионата Европы 1965. Бронзовый призёр чемпионата Европы 1963. Чемпион СССР 1963—1965.
Член КПСС с 1966 года. Кандидат физико-математических наук. Доцент Московского государственного открытого университета (МГОУ). Консультант Федерации гребного спорта России.
Награждён медалью «За трудовую доблесть».
Умер 14 августа 2023 года в возрасте 83 лет.